# Taphrina betulicola
Taphrina betulicola  (лат.) — вид грибов рода тафрина (Taphrina) отдела аскомицеты (Ascomycota), паразит берёзы (Betula), вызывает появление «ведьминых мётел».

## Описание
Мицелий развивается под кутикулой, зимует в почках и тканях ветвей.
Сумчатый слой («гимений») развивается на обеих сторонах листьев.
Аски восьмиспоровые, размерами 26—46×13—22 мкм, цилиндрические с округлой или усечённой верхушкой. Базальные клетки (см. в статье Тафрина) 13—20×7—13 мкм, цилиндрические или сплющенные.
Аскоспоры широкоэллипсоидные или шаровидные, 3—3,5 мкм, часто почкуются в асках.

## Распространение и хозяева
Taphrina betulicola известна только в Японии, где заражает берёзу Эрмана (Betula ermanii). Считается вероятным нахождение гриба в других регионах Дальнего Востока.

## Близкие виды
- Taphrina betulina считается наиболее близким видом. Она отличается бо́льшими размерами асков и базальных клеток, широко распространена в Евразии, встречается в Гренландии, поражает многие виды берёзы.